# ピョートル・アレクサンドロヴィチ・オリデンブルクスキー
ピョートル・アレクサンドロヴィチ・オリデンブルクスキー（ロシア語: Пётр Александрович Ольденбургский, 1868年11月24日 - 1924年3月11日）は、ロシアの貴族。ドイツのオルデンブルク大公国の公子で、ドイツ語名はペーター・フリードリヒ・ゲオルク（Peter Friedrich Georg von Oldenburg）。ロシア皇帝ニコライ2世の妹オリガ・アレクサンドロヴナ大公女の最初の夫であった。

## 生涯
ピョートルはオリデンブルクスキー公爵アレクサンドルとその妻のロイヒテンベルク公爵令嬢エヴゲニヤ・マクシミリアノヴナ・ロマノフスカヤの間の一人息子として、サンクトペテルブルクで生まれた。母はニコライ1世の長女マリヤ・ニコラエヴナ大公女の娘、父はパーヴェル1世の四女エカテリーナ・パヴロヴナ大公女の孫息子で、両親ともロシア人として生まれ育った。ピョートルは家族からは「ペーチャ」の愛称で呼ばれた。
ピョートルは1900年、皇帝ニコライ2世の末の妹で、14歳年下の又従妹にあたるオリガ・アレクサンドロヴナ大公女と交際するようになり、翌1901年にオリガにプロポーズした。おそらく、ピョートルは野心的な母親エヴゲニヤの要求に従ってプロポーズに踏み切った。オリガもまた、ロシアに暮らす親族と結婚すれば、外国宮廷に行かないままで母のマリヤ・フョードロヴナ皇后から独立できるという利点に惹かれたらしく、このプロポーズを承諾した。二人の結婚の告示は1901年5月に行われたが、皇帝一族は女性に全く興味を示さないピョートルがオリガと結婚することに非常に驚いた。ニコライ2世の諮問委員会、オリデンブルクスキー家、ロシア内閣が協議のうえで二人の婚前契約を結び、オリガは結婚後も皇帝から10万ルーブルの年金を受け取ること、またある基金に預けられた100万ルーブルを好きに使ってよいことが取り決めされた。

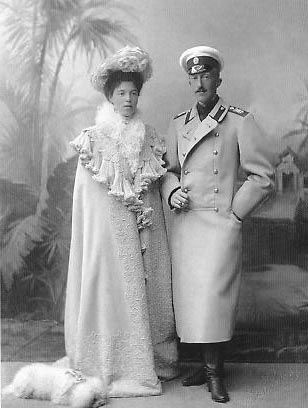
ピョートルと妻オリガ・アレクサンドロヴナ大公女（1901年）

ピョートルとオリガの結婚披露宴は1901年8月9日に行われ、二人はそのままヴォロネジ近郊にあるオリデンブルクスキー家の領地を訪れた。しかしピョートルはギャンブルでの浪費に関することで父と口論し、この訪問は不愉快なものになった。ピョートルはギャンブル好きとして有名であった。彼は妻オリガにねだって出してもらった金をギャンブルに注ぎ込んだ。1901年の秋、夫妻はフランスのビアリッツへ本格的な新婚旅行に出かけたが、ここで使っていたホテルが火事に見舞われて所持品の大半を失った。ロシアに帰国すると、ピョートルとオリガは、皇帝から贈られた首都のセルギエフスカヤ通り46番地にある、宮殿並の200もの部屋がある大邸宅に住んだ。
ピョートルとオリガは性交渉の全くないまま結婚生活を続けており、またピョートルは家族や友人たちから同性愛者だと信じられていた。結婚から2年後、オリガは騎兵将校ニコライ・クリコフスキーと出会い、彼と恋に落ちた。オリガは夫に離婚してくれるよう頼んだが、ピョートルは離婚を拒んだ。しかしピョートルはクリコフスキーを自分の副官に任命し、彼を自分たち夫婦の家に住まわせた。結局ピョートルとオリガは1914年に別居し、第1次世界大戦中の1916年10月16日に二人は正式に離婚した。その翌月、オリガはクリコフスキーと再婚した。1917年にロシア革命が起きると、ピョートルは両親と一緒にフランスに亡命した。
ピョートルは1922年にオリガ・ラトコヴァ＝ログノヴァ（1878年 - 1929年）という女性と再婚したが、この結婚でも子供は生まれなかった。ピョートルは1924年、ビアリッツで亡くなった。